# On Probation
On Probation er en amerikansk stumfilm fra 1924 instrueret af Charles Hutchison.

## Medvirkende
- Edith Thornton som Mary Forrest
- Robert Ellis som Bruce Winter
- Joseph Kilgour som Winter
- Wilfred Lucas som Reilly
- Helen Lynch som Nan Miller
- Eddie Phillips som Phil Coleman
- Betty Francisco som Dolores Coleman
- Lincoln Stedman som Ralph Norton